# گردن‌بینیان
گردن‌بینیان (نام علمی: Auchenorrhyncha) نام یک زیرراسته از راسته نیم‌بالان است.